# محرشفة ويلدية
محرشفة ويلدية (الاسم العلمي: Hymenolepis weldensis) هي نوع من الحيوانات تتبع جنس المحرشفة من فصيلة المحرشفات.